# Christoffer Dahl
Christoffer Amlie Dahl (Vikersund, 8 gennaio 1984) è un giocatore di calcio a 5 ed ex calciatore norvegese, di ruolo centrocampista.

## Carriera

### Club
Dahl debuttò nella Tippeligaen il 25 maggio 2003, sostituendo Jonny Hanssen nel pareggio per 3-3 contro il Viking. Nel 2006 passò in prestito al Manglerud Star, in Adeccoligaen, per cui esordì il 16 luglio: fu titolare nel pareggio per 2-2 contro il Løv-Ham.
Nel 2007, passò al KFUM Oslo. A dicembre 2011 fu reso noto il suo passaggio allo Hønefoss, club neopromosso nella Tippeligaen. Il 16 agosto 2012, rescisse il contratto che lo legava al club. In seguito, tornò al KFUM Oslo.

### Nazionale
Dahl giocò 8 partite per la Norvegia under 21. Esordì il 17 agosto 2004, sostituendo Petter Vaagan Moen nella sconfitta per 3-2 contro il Belgio under 21.